# 生达县
生达县，原中国西藏昌都地区所辖县份。邮编为（855800）。
1983年10月8日，国务院国函字[1983]212号文件批准，以昌都、江达二县的部分行政区域为县行政区域设立生达县，县人民政府驻生达公社，生达县归昌都地区。但该县一直未能成立。1999年9月21日民政部民发[1999]54号文件批准撤销生达县。